# Tahitótfalu
Tahitótfalu is een plaats (község) en gemeente in het Hongaarse comitaat Pest. Tahitótfalu telt 4669 inwoners (2001).